# بيودا
بلدية بيوْدا (بالكاتالانية: Beuda) هي بلدية تقع في مقاطعة جرندة التابعة لمنطقة كتالونيا شمال شرق إسبانيا.

## الديموغرافيا
بلغ عدد سكان بلدية بيودا 170 نسمة عام 2011 (وفقاً للمعهد الوطني الإسباني للإحصاء).
| 120 | 128 | 139 | 147 | 153 | 163 | 170 |